# Oscar Jansson
Oscar Jansson (* 23. Dezember 1990 in Örebro) ist ein schwedischer Fußballspieler, der aktuell für den BK Häcken spielt.

## Werdegang
Jansson spielte in der Jugend beim Karlslunds IF. Als Torhüter der schwedischen U-16-Auswahl machte er außerhalb der Landesgrenzen auf sich aufmerksam, im Oktober 2006 schloss sich der seinerzeit 15-Jährige der U-18-Mannschaft des englischen Profiklubs Tottenham Hotspur an. 2008 rückte er nach guten Leistungen in der Jugendmannschaft einerseits in die Reservemannschaft auf, andererseits gehörte er im Sommer des Jahres zum Mannschaftskader in der Vorbereitung auf die Premier-League-Spielzeit 2008/09. Während er in der Folge unregelmäßig mit der Erstliga-Mannschaft trainierte, saß er Anfang 2009 beim Europa-League-Spiel gegen Schachtar Donezk als Ersatztorhüter auf der Auswechselbank. Ohne in einem Profispiel zum Einsatz gekommen zu sein, nominierten ihn dennoch Auswahltrainer Jörgen Lennartsson und Tommy Söderberg für die schwedische U-21-Nationalmannschaft.
Kurz vor Ende der Sommertransferperiode Anfang September 2009 wechselte Jansson auf Leihbasis zu Exeter City, um den verletzten Stammtorhüter Paul Jones zu ersetzen. In der Football League One feierte er schließlich sein Profidebüt. Kurz vor Ablauf der Leihfrist am Ende des Monats verlängerten beide Klubs ihre Übereinkunft um einen weiteren Monat, später wurde das Leihgeschäft bis Anfang Dezember ausgedehnt. Nach sieben Drittligaspielen kehrte er nach Ablauf der Leihfrist zurück nach London, wo er bis zum Saisonende weiterhin ohne Einsatz für die erste Mannschaft blieb. Im August 2010 verlieh ihn der Klub daher erneut, in der Football League Two lief er für Northampton Town auf. Nach seiner Rückkehr im September blieb dem Nachwuchsspieler erneut kein Platz zwischen den Pfosten in der ersten Liga. Im August 2011 verließ er Tottenham erneut auf Leihbasis, Ziel war dieses Mal mit Bradford City abermals ein Viertligist. Nach seiner Rückkehr von der einmonatigen Leihstation, bei der er ein Ligaspiel bestritten hatte, war er erneut Ersatzmann, ehe er im Februar 2012 bis zur Sommerpause an den irischen Klub Shamrock Rovers verliehen wurde. Dort war er auf Anhieb Stammspieler und überzeugte die Klubverantwortlichen von einer Verlängerung des Engagements. Im Juli verpflichtete der Klub ihn bis zum Saisonende.
Ende Dezember unterzeichnete Jansson einen Drei-Jahres-Vertrag beim schwedischen Erstliga-Absteiger Örebro SK, der kurz zuvor Tomer Chencinski an Maccabi Tel Aviv abgegeben hatte. An der Seite von Shpëtim Hasani, Karl Holmberg, Magnus Wikström, Ahmed Yasin Ghani, Patrik Haginge und Samuel Wowoah stieg er mit dem Klub am Ende seiner ersten Spielzeit im schwedischen Profifußball in die Allsvenskan auf. Anschließend wurde er für die traditionelle Januartournee der |schwedischen A-Nationalmannschaft berufen, am 21. Januar 2014 debütierte er beim 2:0-Erfolg über Island durch Tore von Robin Quaison und Guillermo Molins in der Auswahlmannschaft. In der anschließenden Erstligasaison hielt er mit seinem Klub die Klasse und erreichte im Frühjahr 2015 das Endspiel um den schwedischen Landespokal. Beim Finalspiel gegen IFK Göteborg verpasste die Mannschaft trotz zwischenzeitlicher Führung durch Ayanda Nkili mit einer 1:2-Niederlage den Titelgewinn. Kurze Zeit später verlor er seinen Stammplatz an Jacob Rinne, den er im folgenden Sommer nach dessen Wechsel zu KAA Gent wieder als erster Mann zwischen den Pfosten beerbte. Er platzierte sich mit der Mannschaft im mittleren Tabellenbereich, im September 2017 einigte er sich unterdessen mit dem Verein über eine erneute Vertragsverlängerung bis Ende 2020.
Nach seinem Vertragsende und acht Jahren bei Örebro wechselte er zum IFK Norrköping. Von dort wechselte er im Sommer 2024 zu Djurgårdens IF. Im Februar 2025 wechselte er zu Ligakonkurrent BK Häcken.